# スズキ・HEARTECTプラットフォーム
HEARTECTプラットフォーム（ハーテクトプラットフォーム）は、2014年以降様々なスズキ車を支える自動車のプラットフォームである。
2014年12月発売のスズキ・アルトから採用されたが、この時点では単に「新プラットフォーム」と呼ばれており、2016年12月の新型スイフト発表時にに改めて「HEARTECT」と命名された。

## 構造
HEARTECTプラットフォームは、先進高強度鋼板（AHSS）と超高張力鋼板（UHSS）を利用していると主張されている。これらの材料の利用によって、衝突した場合に乗員の安全性が高まることが意図されている。スズキは、本プラットフォームが車のボディ剛性を高め、これによって乗り心地とハンドリングが向上するとも主張している。加えて、本プラットフォームが初採用されたスズキ・アルトでは重量が最大20 kg減少したことで、パワーウェイトレシオ（重量出力比）の改善にも寄与する。この軽量化はプラットフォーム骨格の屈折や継ぎ目をなくして滑らかにつながった構造としたこと、超高張力鋼板を全体の17%（重量比で先代プラットフォームの約2倍。スズキ・アルトでの値。）使用したこと、前輪駆動車はリアサスペンションをトーションビーム式に変更したこと、各部の部品見直し、などで達成された。フロントサスペンションにはマクファーソン・ストラット式を使用する。アッパーストラット周辺以外の部分では、共通化やグルーピングによる可変設計方式を導入することで、車両開発が効率化されている。

## 適用

### 軽自動車
- スズキ・アルト/マツダ・キャロル（2014年 - 現在）
- スズキ・ラパン（2015年 - 現在）
- スズキ・ワゴンR/マツダ・フレア（2017年 - 現在）
- スズキ・スペーシア/マツダ・フレアワゴン（2017年 - 現在）
- スズキ・ハスラー/マツダ・フレアクロスオーバー（2020年 - 現在）
- スズキ・ワゴンRスマイル（2021年 - 現在）

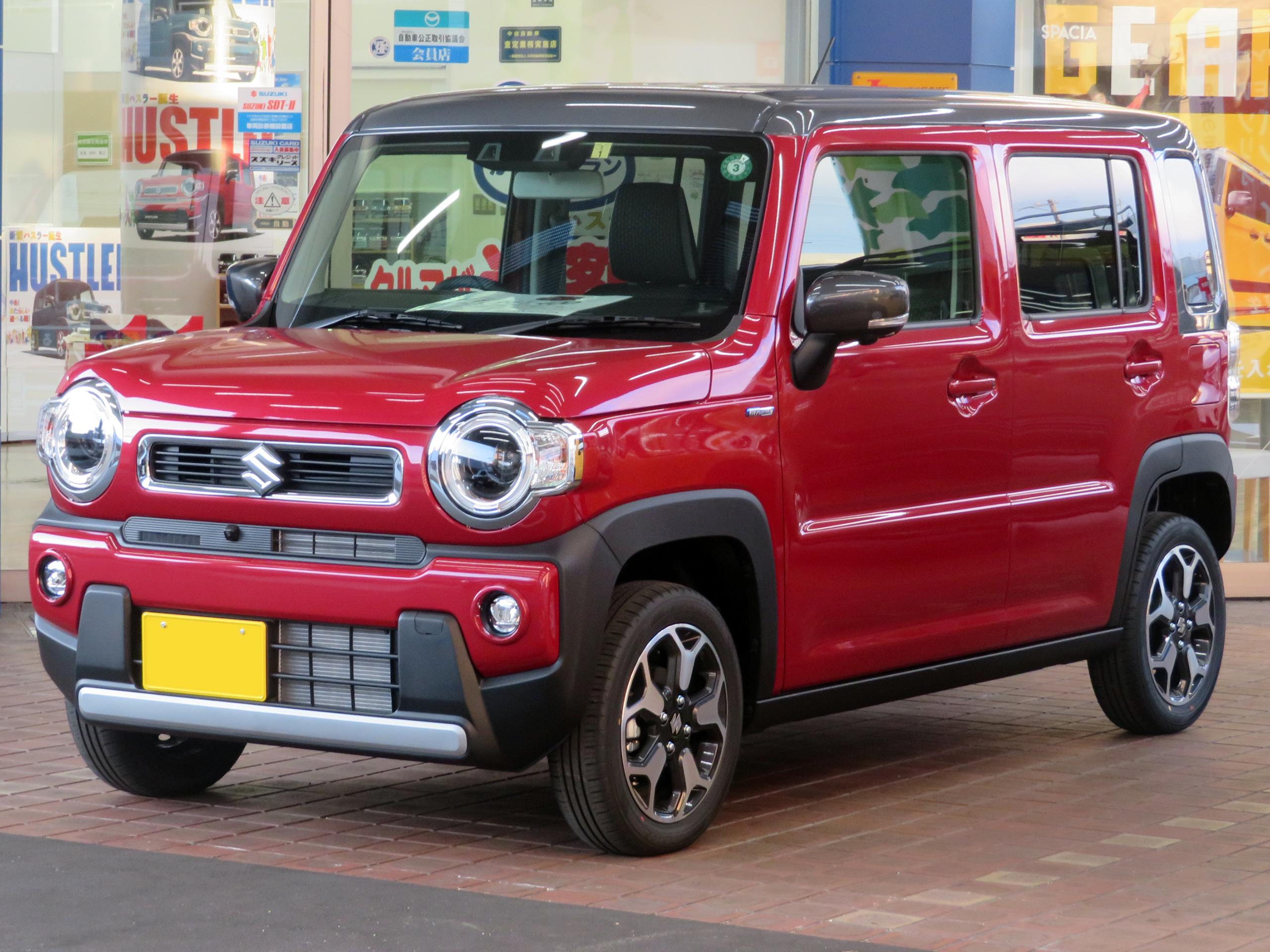
スズキ・ハスラー
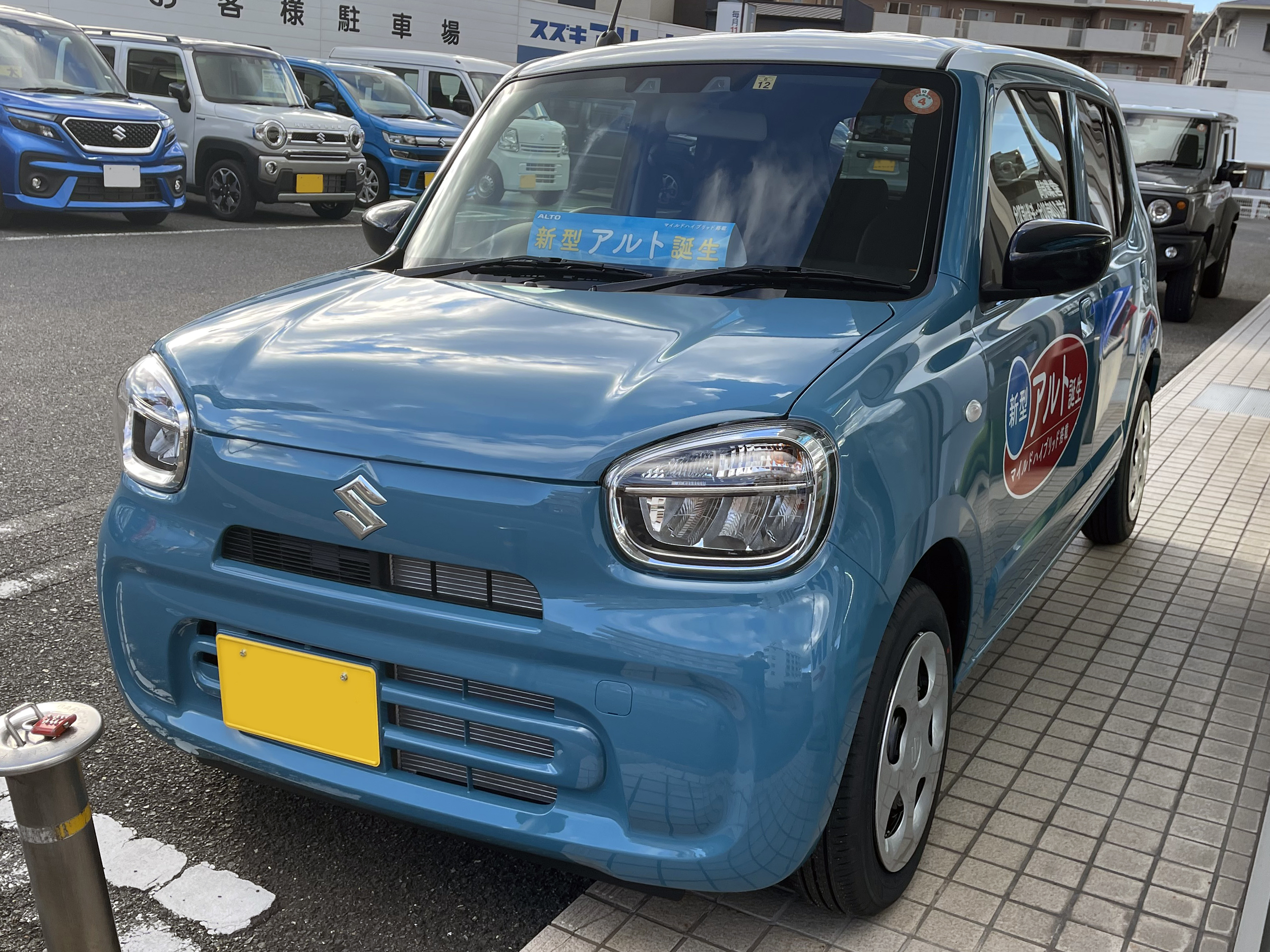
スズキ・アルト
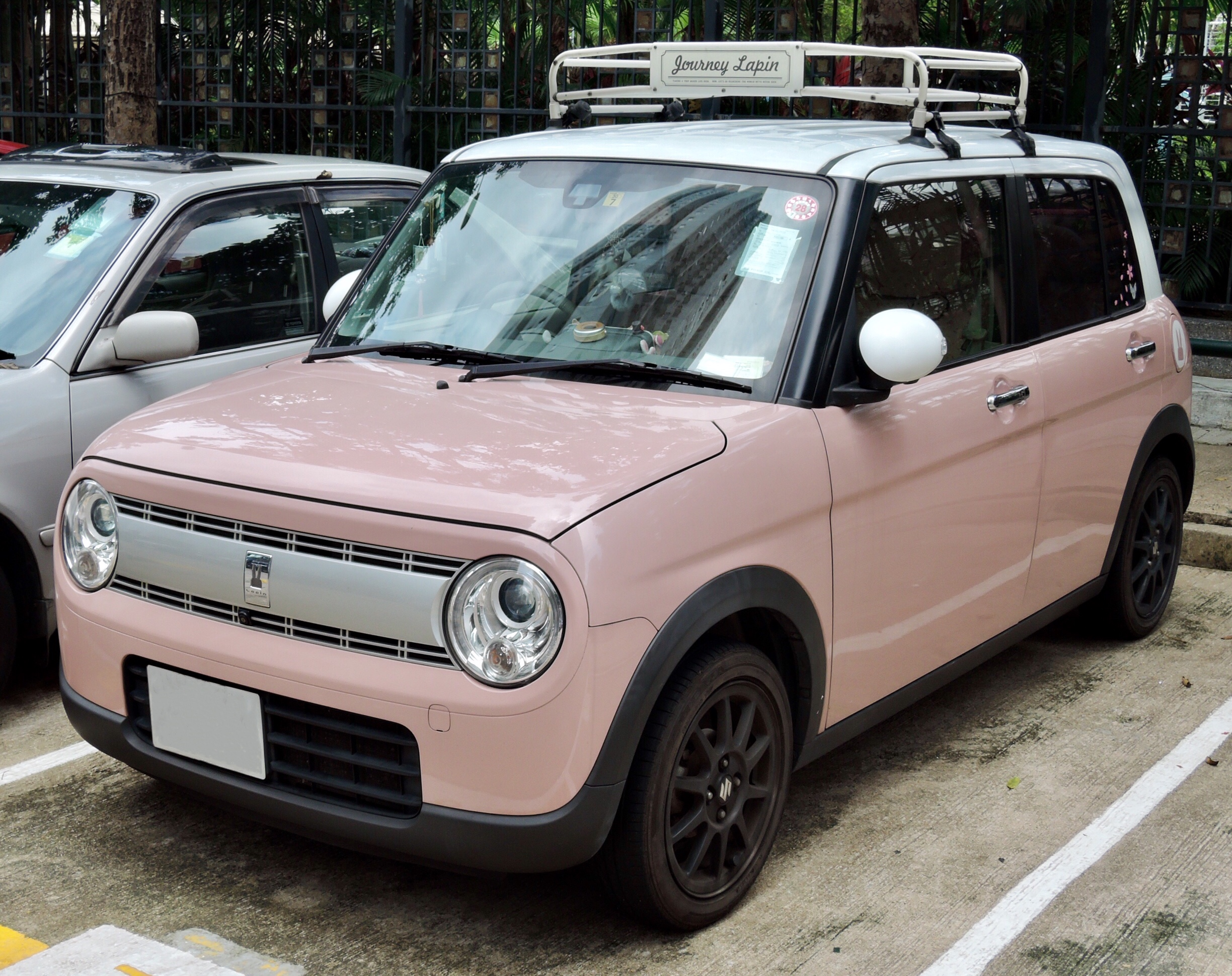
スズキ・ラパン
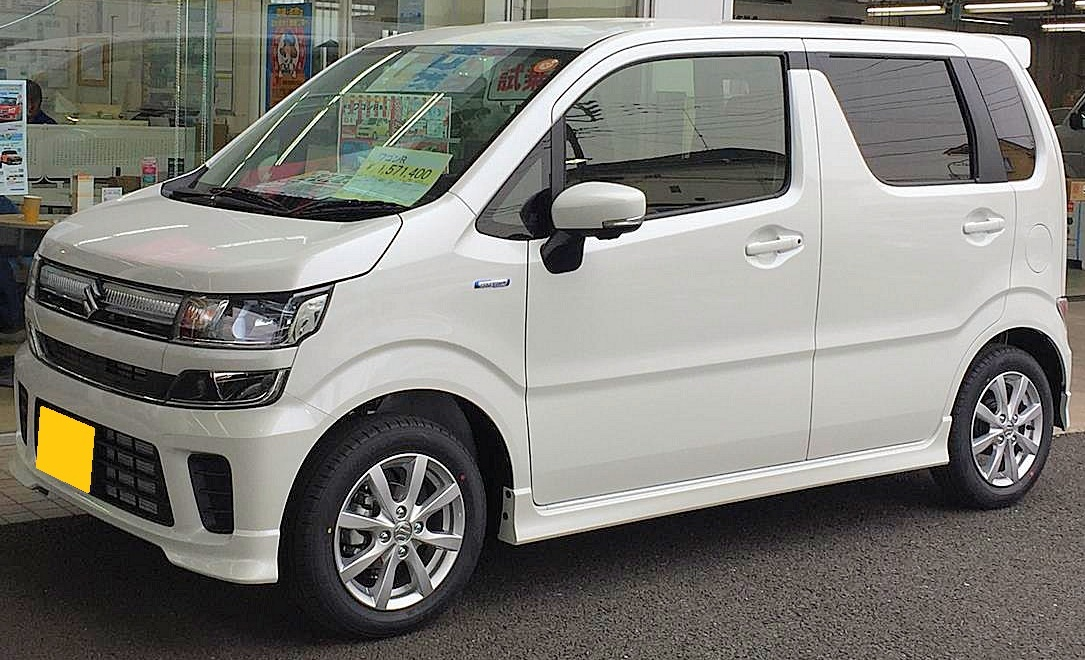
スズキ・ワゴンR
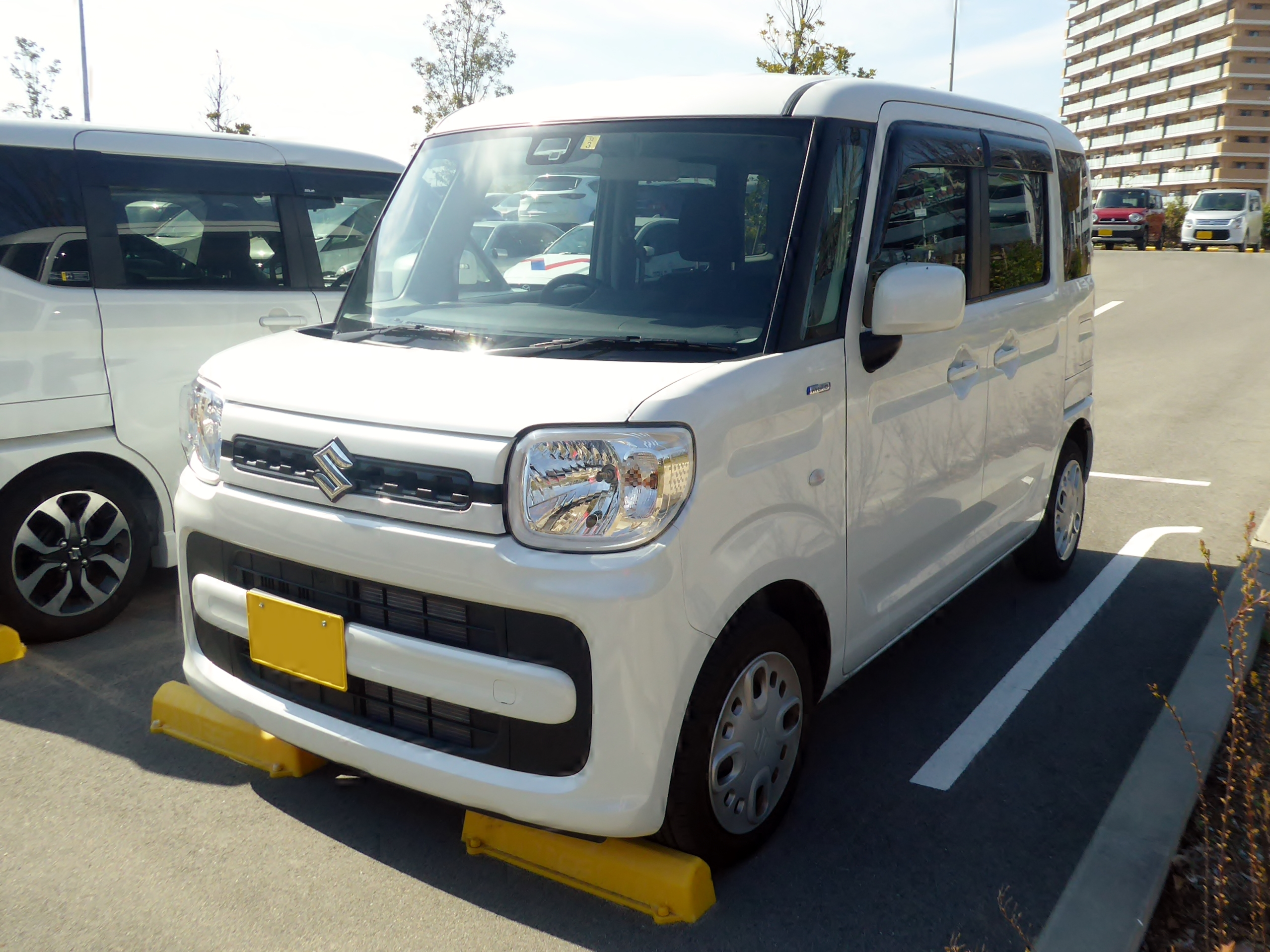
スズキ・スペーシア
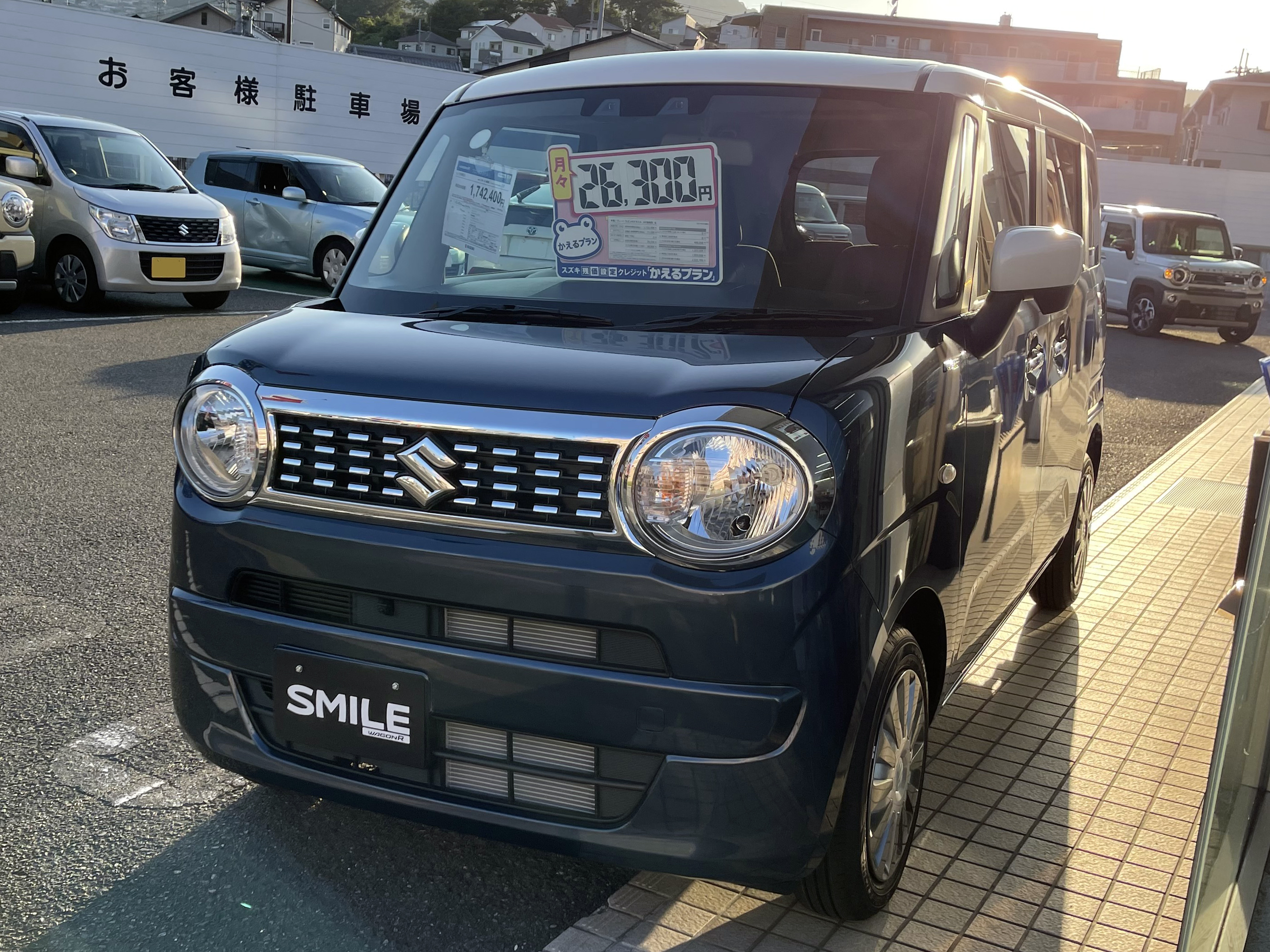
スズキ・ワゴンRスマイル

### サブコンパクトカー
- スズキ・バレーノ/トヨタ・グランツァ/スターレット（2015年 - 現在）
- スズキ・ソリオ/三菱・デリカD:2（2015年 - 現在）
- スズキ・イグニス（2016年 - 現在）
- スズキ・スイフト（2016年 - 現在）
- スズキ・ディザイア（2017年 - 現在）
- スズキ・クロスビー（2017年 - 現在）
- マルチスズキ・ワゴンR（2019年 - 現在）
- スズキ・エスプレッソ（2019年 - 現在）
- スズキ・セレリオ（2021年 - 現在）
- マルチスズキ・アルト（2022年 - 現在）

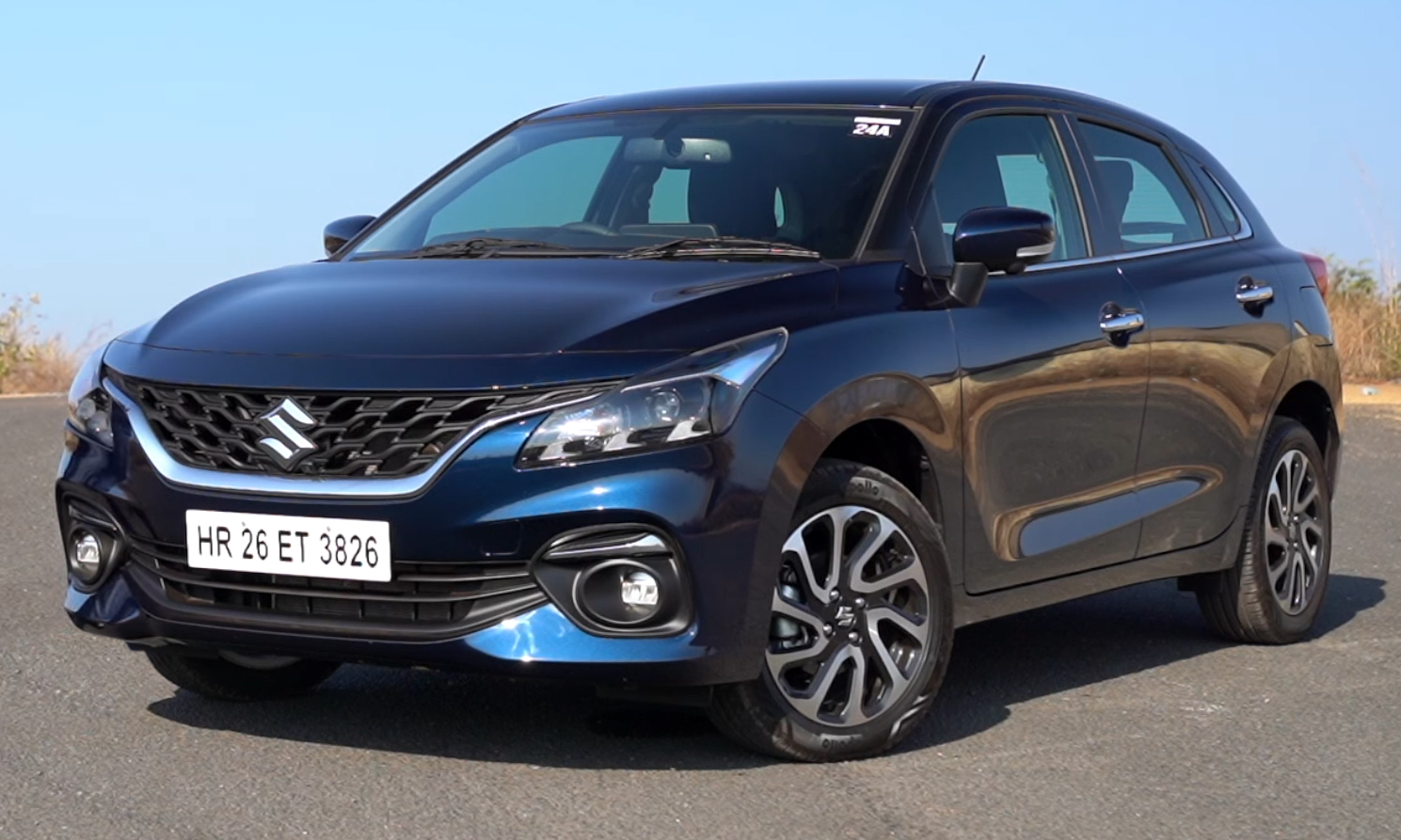
スズキ・バレーノ
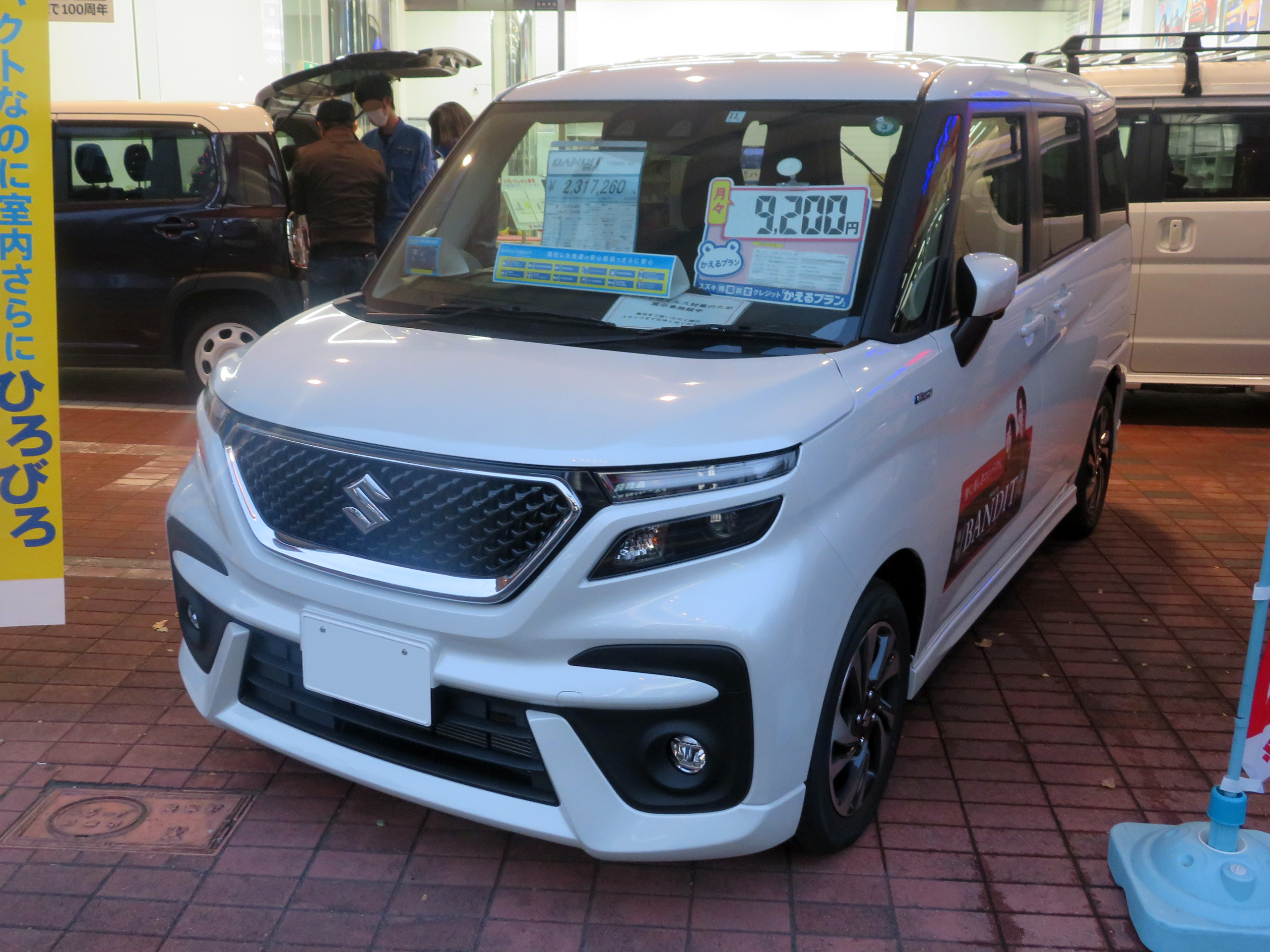
スズキ・ソリオ
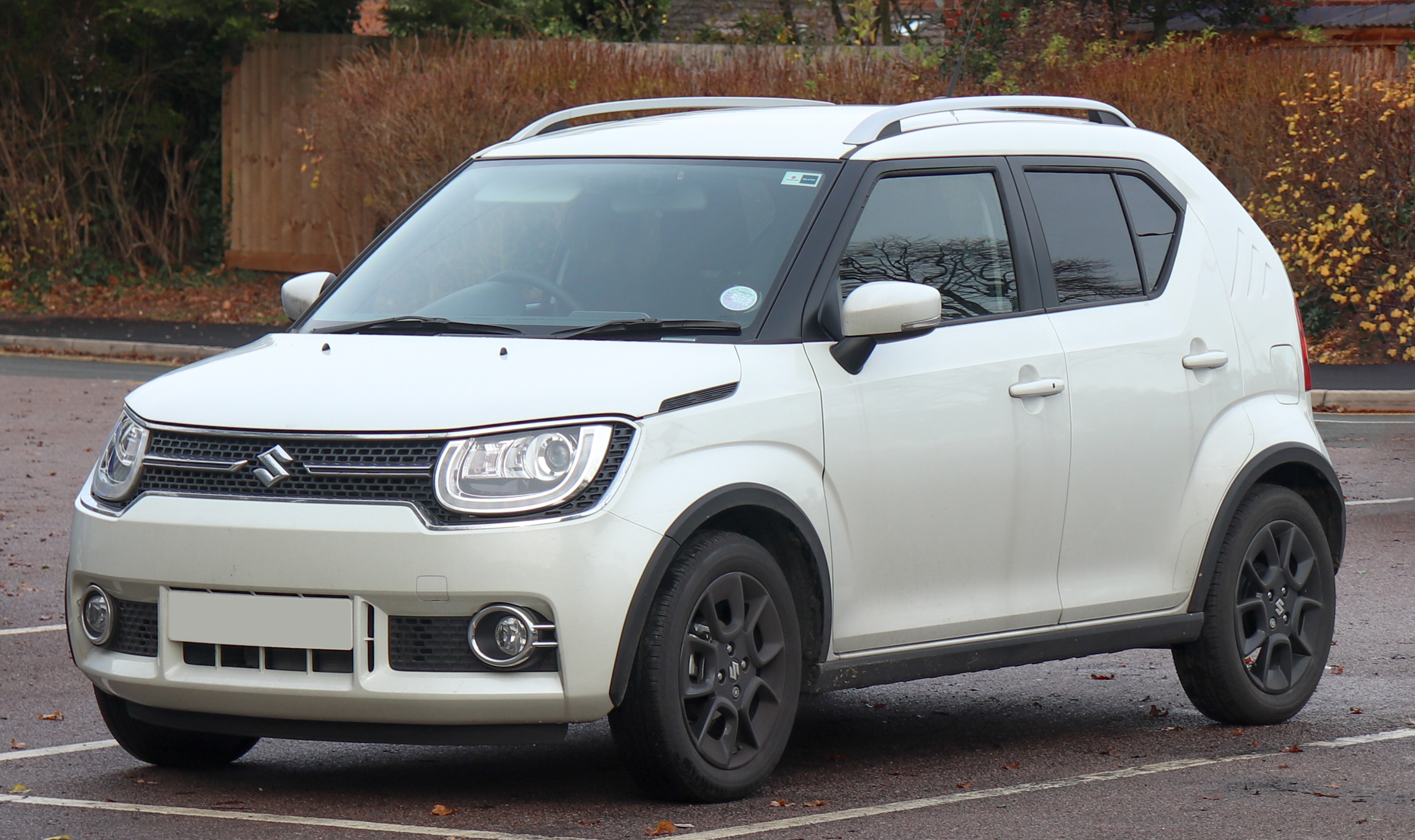
スズキ・イグニス
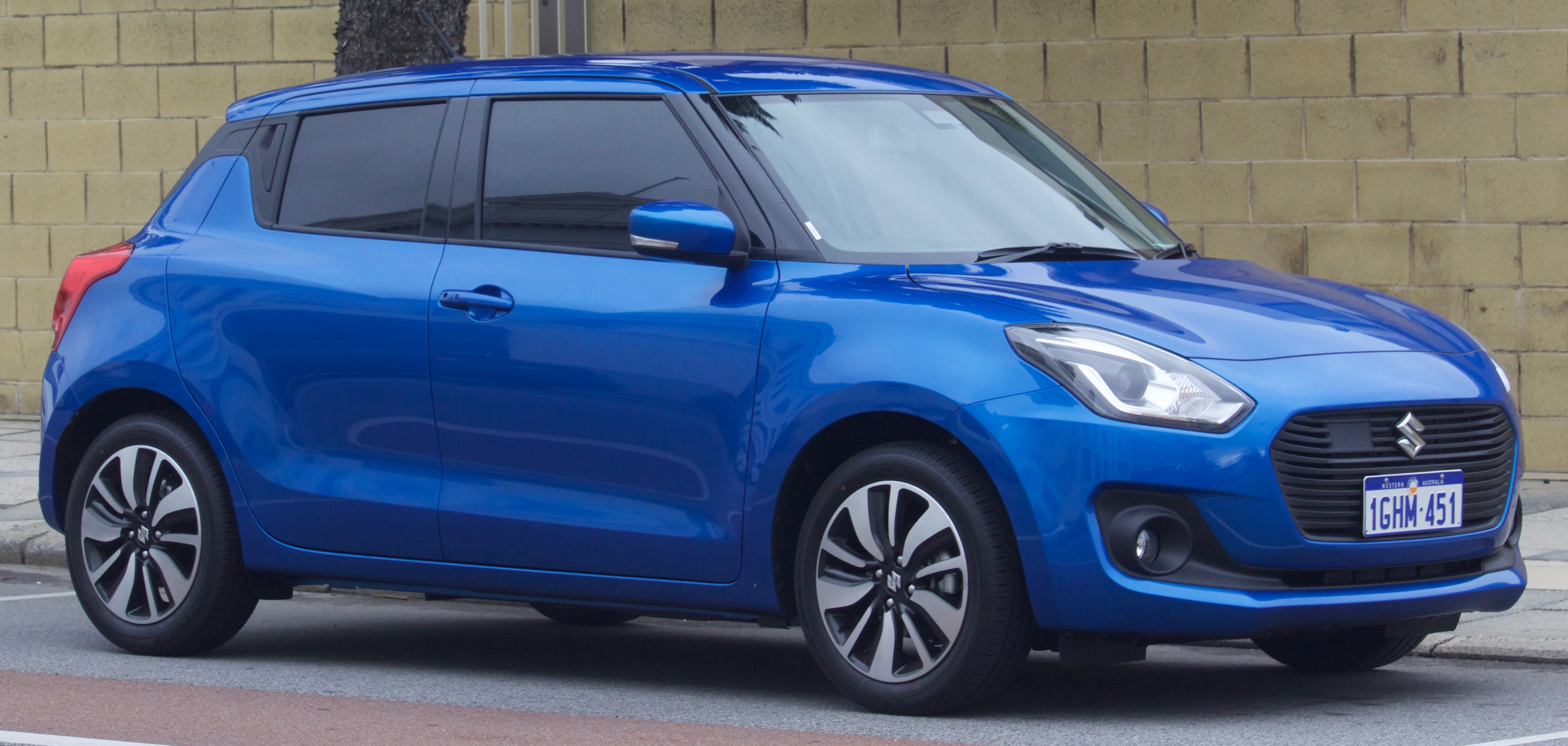
スズキ・スイフト
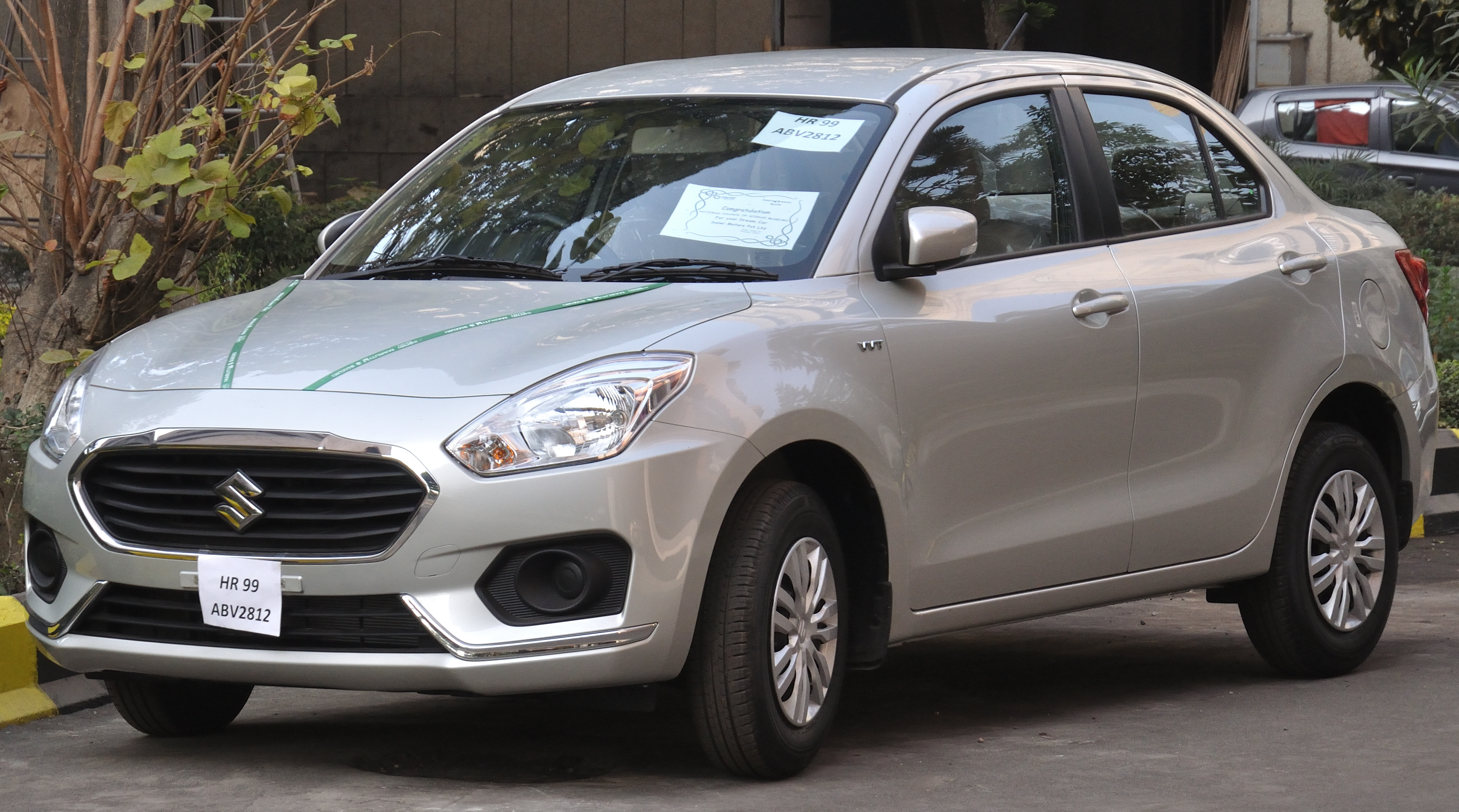
スズキ・ディザイア
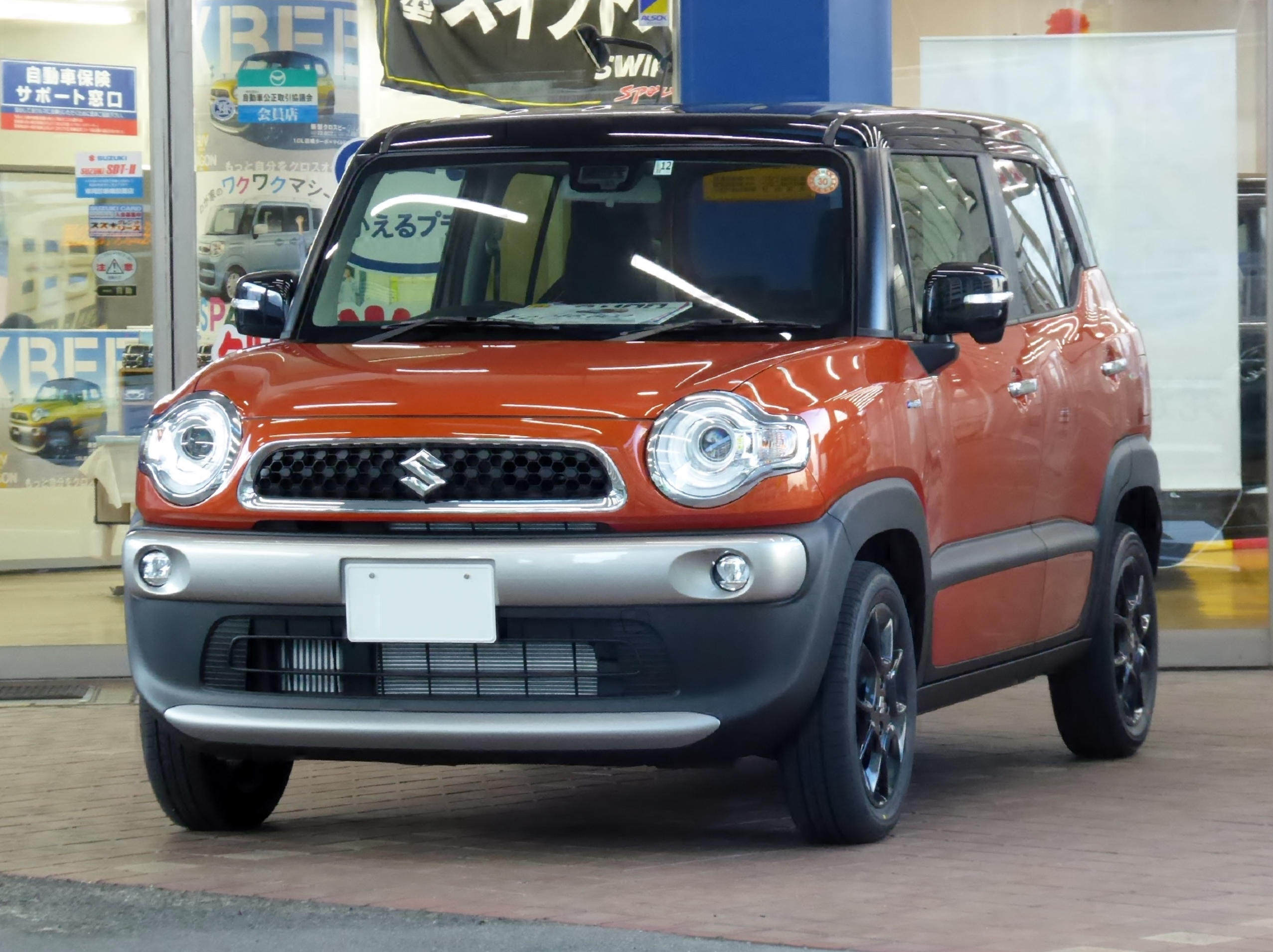
スズキ・クロスビー
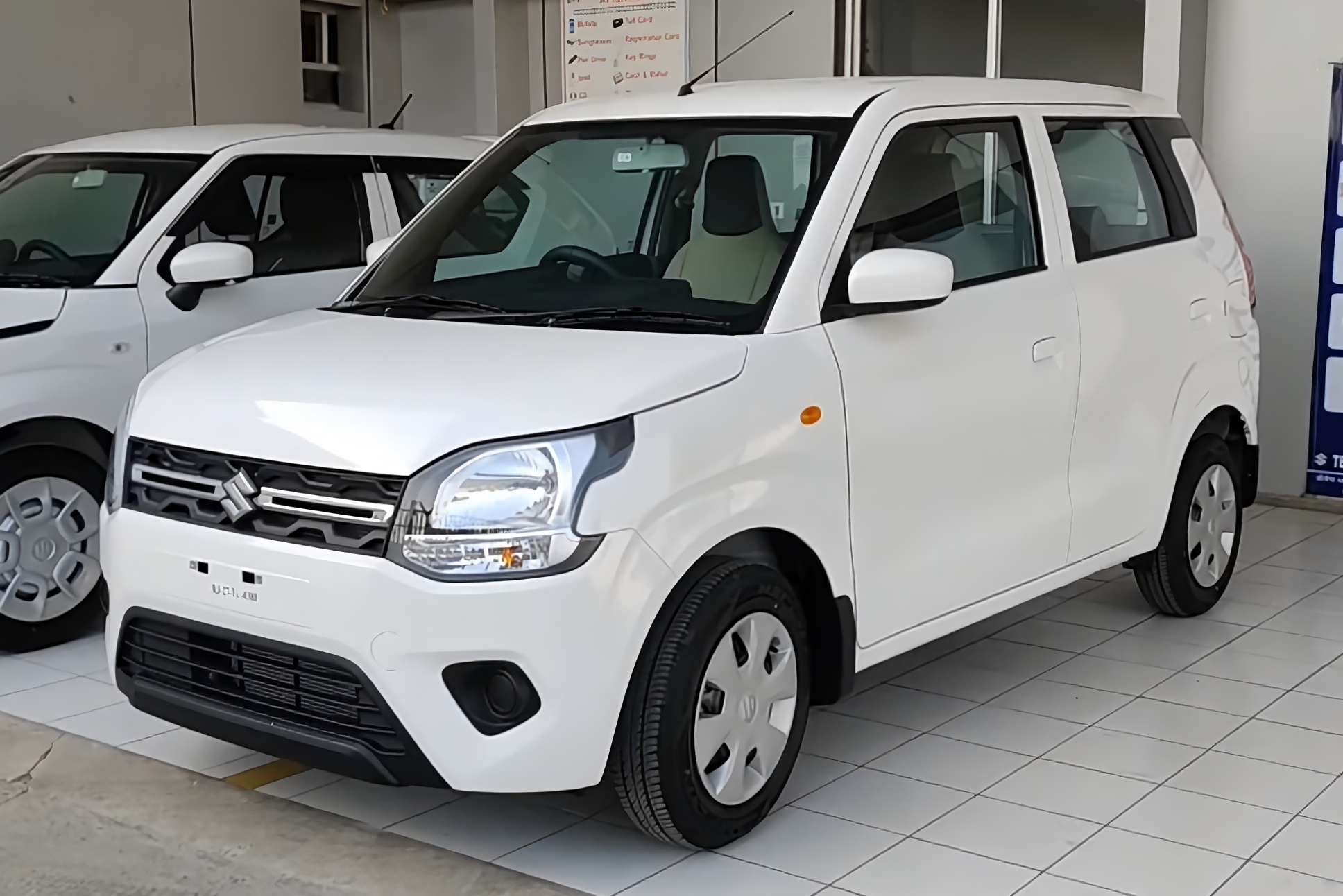
マルチスズキ・ワゴンR
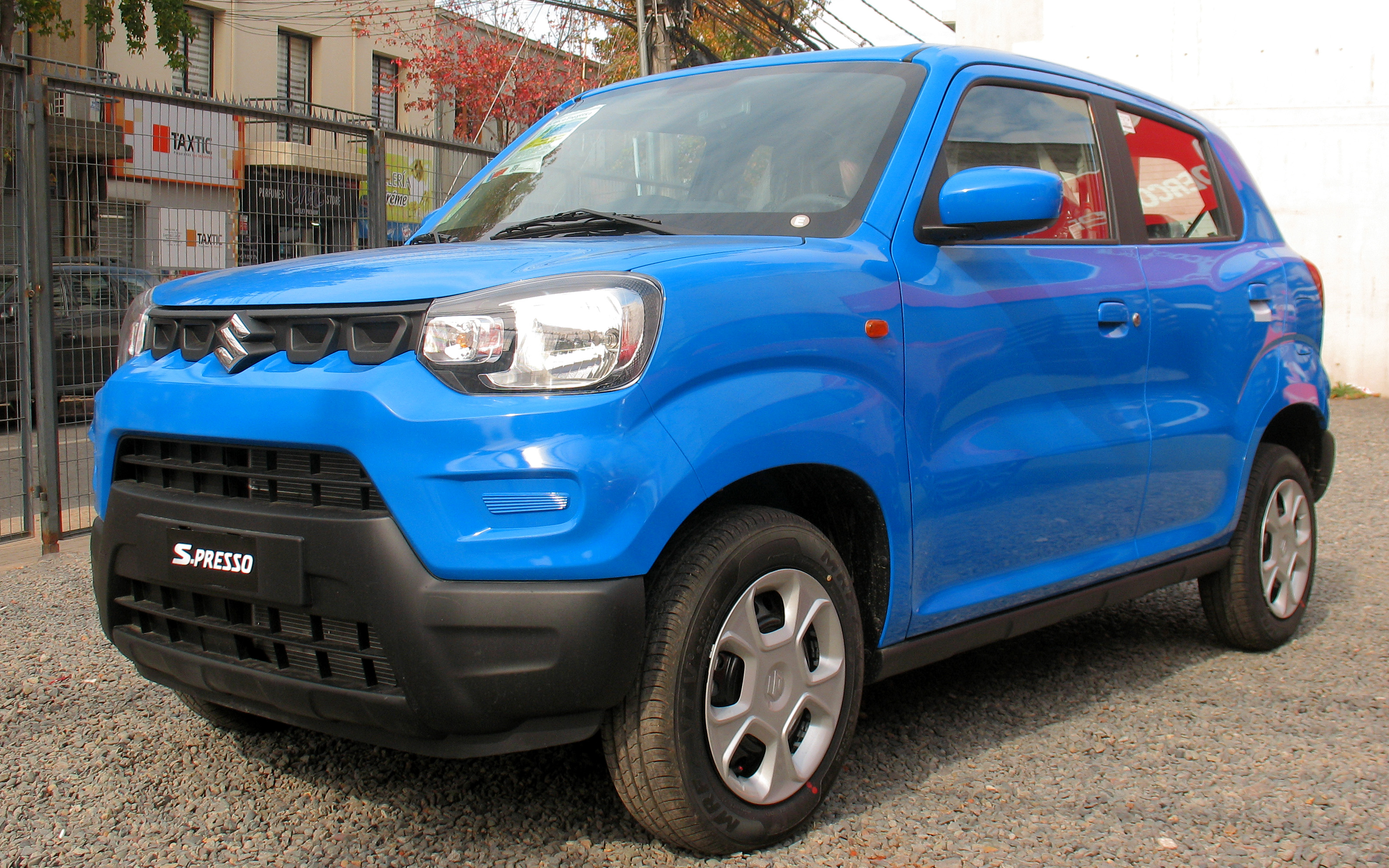
スズキ・エスプレッソ

### コンパクトカー
- スズキ・エルティガ/トヨタ・ルミオン（2018年 - 現在）
- スズキ・XL6/XL7（2019年 - 現在）

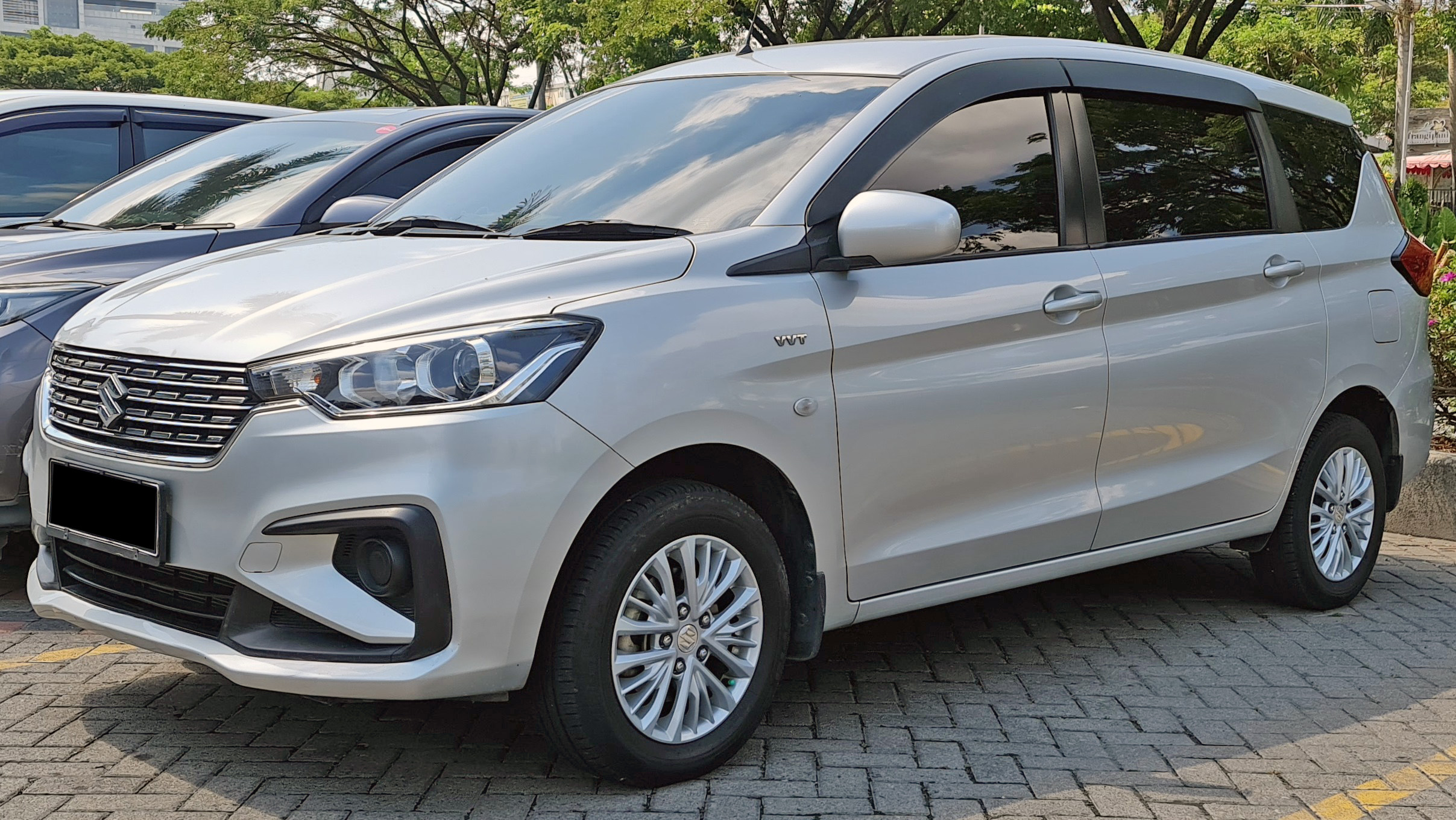
スズキ・エルティガ
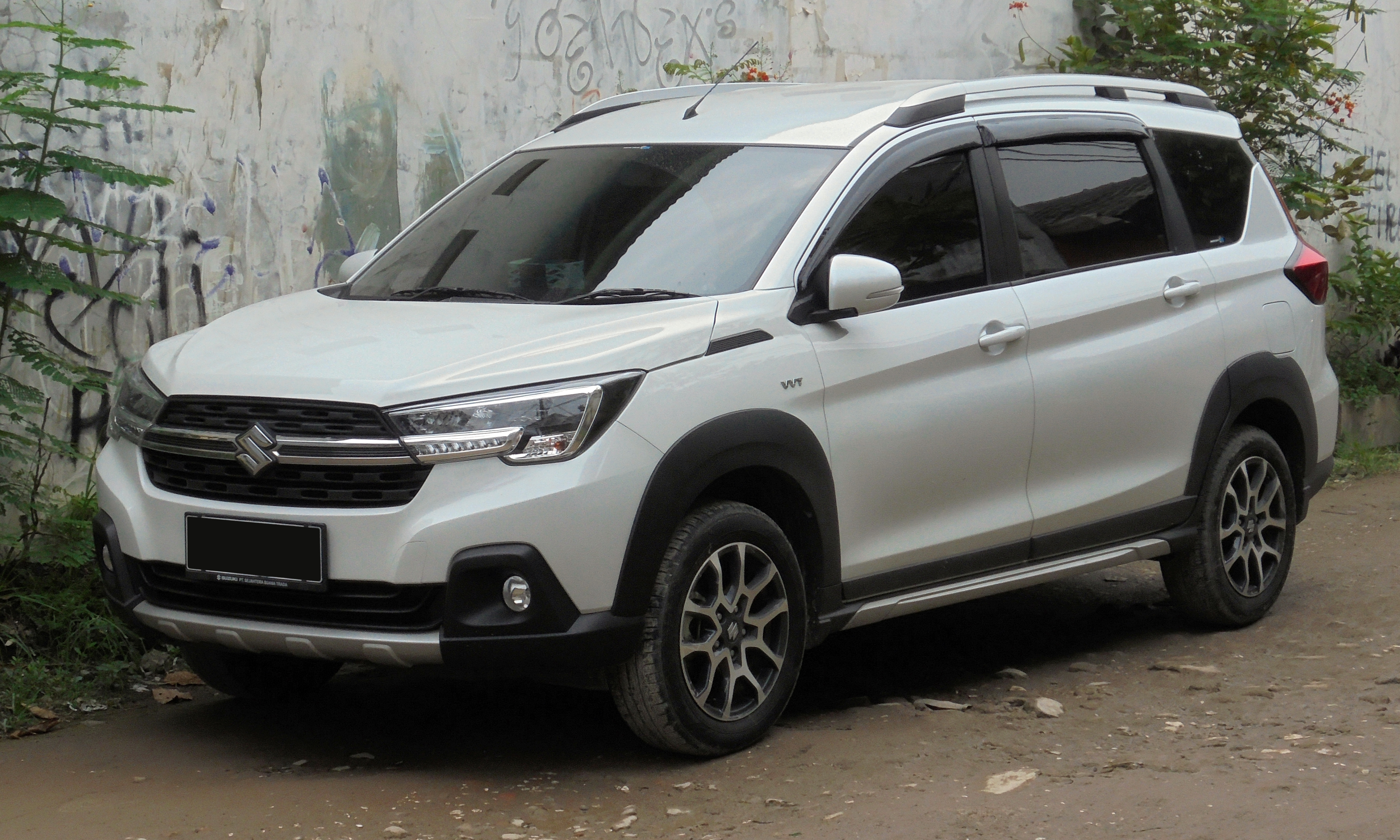
スズキ・XL7